# Burdett (Nowy Jork)
Burdett – wieś w Stanach Zjednoczonych, w stanie Nowy Jork, w hrabstwie Schuyler.